# Radja Nainggolan
Radja Nainggolan (Antwerpen, 4. svibnja 1988.) belgijski je nogometaš. Trenutačno igra za indonezijski klub Bhayangkara.
Nainggolan je započeo svoju profesionalnu karijeru Italiji u Piacenzi.

## Rani život
Nainggolan je rođen u Antwerpenu kao dijete majke Belgijanke flamanskog porijekla, koja je odhranila zajedno s njim njegovu sestru i tri polubrata.  Otac Marianus Nainggolan, protestant porijeklom iz Indonezije, je napustio Nainggolana u djetinjstvu.
Nainggolanova majka je preminula u 2010. godini. Odgojen je kao katolik i zna nizozemski, engleski, talijanski jezik i razumije francuski.

## Klupska karijera

### Piacenza
Nainggolan je stigao u Piacenzu u 2005. godini sa 17 godina. U 2008./09. sezoni je Nainggolan odigrao 38 utakmica za momčad iz Emilia-Romagne, gdje je zabio tri gola.

### Cagliari
U siječnju 2010. godini je Belgijanac otišao na posudbu u Cagliari u Serie A. Mjesec dana kasnije je debitirao za Cagliari u 3:0 porazu protiv Inter Milana. Krajem te sezone je Cagliari kupio Nainggolana od Piacenze. U listopadu 2013. godine je veznjak produžio svoj ugovor s Cagliarijem do 2016. godine. U siječnju godinu poslije je poslan na posudbu u A.S. Romu za tri milijuna eura.

### A.S. Roma
Nianggolan je debitirao za rimski klub u siječnju 2014. godine u Coppa Italiji protiv Sampdorije. U veljači te godine je Nainggolan zabio svoj prvi pogodak za A.S. Romu u pobjedi protiv Bologne. Drugi podogak je zabio protiv Fiorentine u travnju 2014. godine. Rimljani su s tom pobjedom osigurali plasman u Ligi prvaka. U sljedećoj sezoni je Nainggolan definitivno potpisao ugovor s A.S. Romom za 9 milijuna eura.
Tijekom ljetnog prijelaznog roka u 2016. godini je Chelsea ponudio 28 milijuna eura za Nainggolana. Međutim Belgijanac je potvrdio da ostaje u A.S. Romi.
Protiv Palerma je Belgijanac odigrao svoju 100. ligašku utakmicu za Giallorossi u četrnaestom kolu Serie A. U gradskom derbiju protiv S.S. Lazija je Nianggolan zabio za 0:2 na domaćem terenu u prosincu 2016.
Belgijanac je produžio svoj ugovor s rimskim klubom do 2021. u srpnju 2017. godine.

### Inter Milan
U lipnju  2018. godine je Nainggolan prešao iz Rome u Inter Milan za 38 milijuna eura. Bosanskohercegovački reprezentativac Edin Džeko je se oprostio od svog suigrača s emotivnom porukom na društvenim mrežama. Zabio je pogodak tijekom svog debija protiv Bologne. U kolovozu 2019. godine otišao je na jednogodišnju posudbu u Cagliari. Nakon isteka posudbe, u kolovozu 2020. vratio se u momčad Intera.

## Reprezentativna karijera
Za belgijsku nogometnu reprezentaciju je Nainggolan debitirao u protiv Čilea u Kirin Kupu u svibnju 2009. godine. Pet godina kasnije je zabio svoj prvi pogodak za Crvene vragove u prijateljskoj utakmici protiv Obale Bjelokosti. Belgijski izbornik objavio je u svibnju 2014. širi popis za nastup na Svjetsko prvenstvo u Brazilu, na kojem je se nalazio Nainggolan. Belgijski veznjak je kasnije ipak otpao s popisa za svjetsko natjecanje u Brazilu. U kvalifikacijskom ciklusu za Europsko prvenstvo u Francuskoj je Nainggolan bio standardni reprezentativac. Protiv Bosne i Hercegovine i Andore je se veznjak upisao među strijelcima Belgije, koja je se prvi put plasirala na Europsko prvenstvo nakon šesnaest godina. Belgijski izbornik objavio je u svibnju 2016. popis za nastup na Europsko prvenstvo u Francuskoj, na kojem se nalazio Nainggolan. Odigrao je sat vremena u prvoj grupnoj utakmici protiv Italije. U drugoj utakmici protiv Irske je Nainggolan ušao kao zamjena u drugoj polovici utakmice, gdje su Belgijanci s 3:0 odnijeli pobjedu. Zadnja utakmica u grupnoj fazi natjecanja protiv Švedske je Nainggolan zabio jedini pogodak u Allianz Rivieri za plasman u četvrtfinalu. U četvrtfinalu protiv Walesa je zabio svoj drugi pogodak na Europsko prvenstvu za 1:0. Belgija je se u toj utakmici oprostila od natjecanja s porazom od 1:3 protiv Velšana.
Izbornik Roberto Martinez iznenadio je svojom da izostavi Nainggolana s popisa za Svjetsko prvenstvo u Rusiji mnoge. "Bilo bi pogrešno da njega vodim na Svjetsko prvenstvo. Svjestan sam da ova odluka možda nije popularna, bilo bi znatno lakše da sam odlučio drukčije, ali bila bi to velika pogreška za sve. Možda bi najlakše bilo izabrati 23 igrača za koja cijeli svijet očekuje da ih vodim u Rusiju, ali to nije to, onda dođete na trening, na utakmicu i vidite da se netko nije uklopio na način na koji ste planirali", izjavio je Martinez za Nainggolana. Nakon te odluke je se Belgijanac odlučio se oprostiti od reprezentacije.